# Robert de Cotret
Robert René de Cotret PC (* 20. Februar 1944 in Ottawa, Ontario; † 9. Juli 1999) war ein kanadischer Politiker der Progressiv-konservativen Partei (PC), der zwischen 1979 und 1980 für sechs Monate Mitglied des Senats sowie mit Unterbrechungen mehr als neun Jahre lang Mitglied des Unterhauses. Zwischen 1979 und 1980 war er Minister für Industrie, Handel und Gewerbe im 21. kanadischen Kabinett von Premierminister Joe Clark und bekleidete später von 1984 bis 1991 im 24. Kabinett Kanadas von Premierminister Brian Mulroney mehrere Ministerämter.

## Leben

### Studium, Unterhausabgeordneter und Senator
De Cotret absolvierte nach dem Schulbesuch zunächst ein grundständiges Studium, das er mit einem Bachelor of Arts (B.A.) beendete. Ein postgraduales Studium der Betriebswirtschaftslehre schloss er mit einem Master of Business Administration (MBA) ab und war im Anschluss als Wirtschaftswissenschaftler sowie als Wirtschaftsmanager tätig.
Bei einer Nachwahl am 16. Oktober 1978 wurde de Cotret im Bundeswahlkreis Ottawa Centre für die Progressiv-konservative Partei erstmals zum Mitglied des Unterhauses gewählt, verlor diesen Sitz aber bereits bei der Unterhauswahl am 22. Mai 1979. Daraufhin wurde er 5. Juni 1979 von Premierminister Joe Clark zum Senator für Ontario für den Senatsbezirk Ottawa ernannt. Er trat von seinem Senatorenamt jedoch am 14. Januar 1980 zurück, um wieder für das Unterhaus zu kandidieren.

### Bundesminister im Kabinett Clark
Am 4. Juni 1979 wurde er von Premierminister Joe Clark als Minister für Industrie, Handel und Gewerbe in das 21. Kabinett Kanadas berufen, dem er bis zum Ende von Clarks Amtszeit am 2. März 1980 angehörte. Zugleich war er vom 4. Juni 1979 bis zum 2. März 1980 auch Staatsminister für wirtschaftliche Entwicklung. Gleichzeitig war er zwischen Juli 1979 und dem 2. März 1980 Vorsitzender des Kabinettsausschusses für wirtschaftliche Entwicklung.
Bei der Wahl vom 18. Februar 1980 kandidierte er im Bundeswahlkreis Ottawa Centre für den Wiedereinzug in das Unterhaus, verlor aber erneut. Bei der darauf folgenden Unterhauswahl vom 4. September 1984 gelang es ihm im Bundeswahlkreis Berthier-Maskinongé wieder zum Mitglied des Unterhauses gewählt zu werden. Er vertrat dort seit der Unterhauswahl vom 21. November 1988 den Bundeswahlkreis Berthier-Maskinongé-Lanaudière, ehe er am 24. Oktober 1993 auf sein Unterhausmandat freiwillig verzichtete.

### Bundesminister im Kabinett Mulroney
Nach dem Wahlsieg der Progressiv-konservativen Partei bei der Unterhauswahl vom 4. September 1984 wurde de Cotret am 17. September 1984 von Premierminister Brian Mulroney zum Präsidenten des Schatzamtes ernannt. Dieses Ministeramt bekleidete er bis zum 26. August 1987. Im Anschluss war er zwischen dem 27. August 1987 und dem 29. Januar 1989 Minister für regionale wirtschaftliche Entwicklung sowie zeitgleich Staatsminister für Wissenschaft und Technologie. Danach war er vom 30. Januar 1989 bis zum 19. September 1990 abermals Präsident des Schatzamtes sowie zugleich zwischen dem 23. Mai und dem 19. September 1990 auch geschäftsführender Umweltminister. Im Rahmen einer Kabinettsumbildung fungierte er vom 20. September 1990 bis zum 20. April 1991 als Umweltminister, ehe er schließlich am 21. April 1991 Staatssekretär für Kanada wurde. Von diesem Amt trat er 3. Januar 1993 zurück, da er nicht erneut für ein Unterhausmandat bei der nächsten Wahl kandidieren und vor einer neuerlichen Kabinettsumbildung zurücktreten wollte.
Neben den Ministerämtern war er zugleich vom 17. September 1984 bis zum 14. September 1986 Vorsitzender des Kabinettsausschusses für die operative Regierungspolitik und zwischen dem 4. Juli 1986 und dem 29. Januar 1989 Vorsitzender des Kabinettsausschusses für wirtschaftliche und regionale Entwicklung sowie zeitgleich vom 15. September 1986 bis zum 19. April 1988 Vorsitzender des Ministerausschusses für die Entwicklung der Region Montreal. Zuletzt fungierte er zwischen dem 30. Januar 1989 und dem 20. April 1991 sowohl als Vorsitzender des Kabinettsausschusses für Wirtschaftspolitik als auch als Vorsitzender des Kabinettsausschusses für das Schatzamt.
Am 24. Oktober 1993 verzichtete er freiwillig auf sein Mandat im Unterhaus und zog sich aus der Politik zurück, nachdem er bereits am 16. Juni 1993 zum Vertreter Kanadas bei der Weltbank ernannt worden war.

## Veröffentlichungen
- The outlook for 1978 - Some strength ahead, in: Canadian Business Review. Ottawa, Sommer 1977
- Canada’s economy today and tomorrow comments, Montebello, Quebec, 1978
- The Economy In 1978: Better But Not Great, in: Canadian Business Review, Winter 1978
- The Economy, in: Canadian Business, 23. Januar 1981
- At the leading edge. Government initiatives in science and technology, in: Canadian Research, 4. Juni 1988